# Sun Liren
Sun Liren (ur. 8 grudnia 1900, zm. 19 listopada 1990) – chiński wojskowy, generał kuomintangowski, nazywany „Rommlem Wschodu”.

## Życiorys
Pochodził z prowincji Anhui. Studiował inżynierię lądową na Uniwersytecie Tsinghua, który ukończył w 1920 roku. Przez krótki okres na początku lat 20. był członkiem chińskiej reprezentacji narodowej w koszykówce. Następnie wyjechał do Stanów Zjednoczonych, gdzie do 1925 roku studiował na Purdue University w stanie Indiana. W tym okresie zdecydował się wstąpić do wojska i walczyć przeciwko zagrażającej Chinom agresji japońskiej i radzieckiej. Po sfałszowaniu metryki wstąpił na Virginia Military Institute, którą ukończył w 1927 roku. Po powrocie do Chin zaciągnął się do Narodowej Armii Rewolucyjnej Czang Kaj-szeka i wziął udział w ekspedycji północnej. W trakcie walk wykazał się dużym talentem strategicznym, szybko awansując na najwyższe stanowiska oficerskie. W 1930 roku otrzymał stopień pułkownika. Współpracował blisko z ministrem Song Ziwenem.
Podczas wojny chińsko-japońskiej w latach 1937–1945 operował wraz ze swoimi wojskami na terenie Birmy, broniąc przed Japończykami Drogi Birmańskiej, a następnie biorąc udział w otwarciu Drogi Ledo. Dzięki zasługom bojowym zyskał sobie uznanie generała Williama Slima. Jego formacja odniosła statystycznie najwięcej zwycięstw nad Japończykami spośród wszystkich chińskich jednostek walczących w II wojnie światowej.
Po wznowieniu w 1946 roku chińskiej wojny domowej został oddelegowany do walki z siłami komunistycznymi w Mandżurii. Jego brak decyzyjności oraz błędy strategiczne polegające na koncentracji wojska wokół utrzymywania miast i węzłów kolejowych zamiast walki w polu z przeciwnikiem przyczyniły się do klęski armii republikańskiej i skutkowały odsunięciem go do sztabu w Nankinie, z dala od bezpośredniego kontaktu z polem bitwy.
W 1949 roku ewakuował się wraz z rządem republikańskim na Tajwan, gdzie został mianowany głównodowodzącym wojsk Republiki Chińskiej. W 1951 roku otrzymał awans na generała. Z czasem zaczął przejawiać coraz bardziej krytyczną postawę wobec polityki prowadzonej przez Czang Kaj-szeka. W 1955 roku został oskarżony przez ówczesnego szefa tajnej policji, Chiang Ching-kuo, o spiskowanie w celu obalenia rządu. Osadzono go w areszcie domowym, gdzie spędził 33 lata. Dopiero w 1988 roku Yuan Kontrolny oczyścił Suna ze wszystkich zarzutów. W 2011 roku prezydent Ma Ying-jeou publicznie przeprosił za niesłuszne aresztowanie generała.